# Cryptoblepharus africanus
Cryptoblepharus africanus (східноафриканський змієокий сцинк) — вид сцинкоподібних ящірок родини сцинкових (Scincidae). Мешкає в Східній Африці.

## Поширення і екологія
Східноафриканські змієокі сцинки мешкають на узбережжі Індійського океану від провінції Середня Шабелле в Сомалі через прибережні райони Кенії, Танзанії і Мозамбіку до крайнього північного сходу Південно-Африканської Республіки в провінції Квазулу-Наталь, а також на деяких сусідніх островах, зокрема на островах Баджуні в Сомалі та на островах Унгуджа, Пемба і Мафія в Занзібарському архіпелазі (Танзанія). Вони живуть в літоральній смузі, серед морських скель. Живляться переважно морськими ракоподібними, яких ловлять у відпливній зоні, а також комахами.